# Tarariras

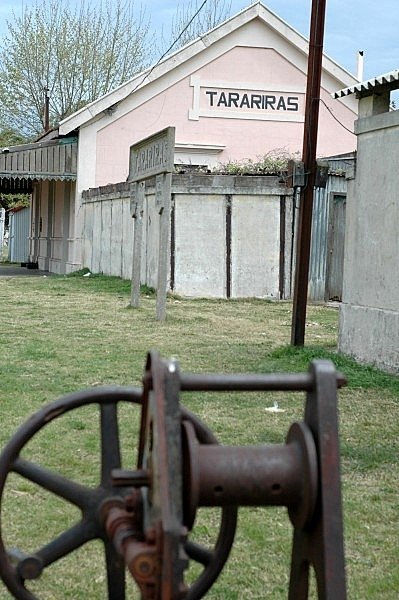
Estación de trenes de Tarariras.

Tarariras es una ciudad uruguaya del departamento de Colonia, y es sede del municipio homónimo.

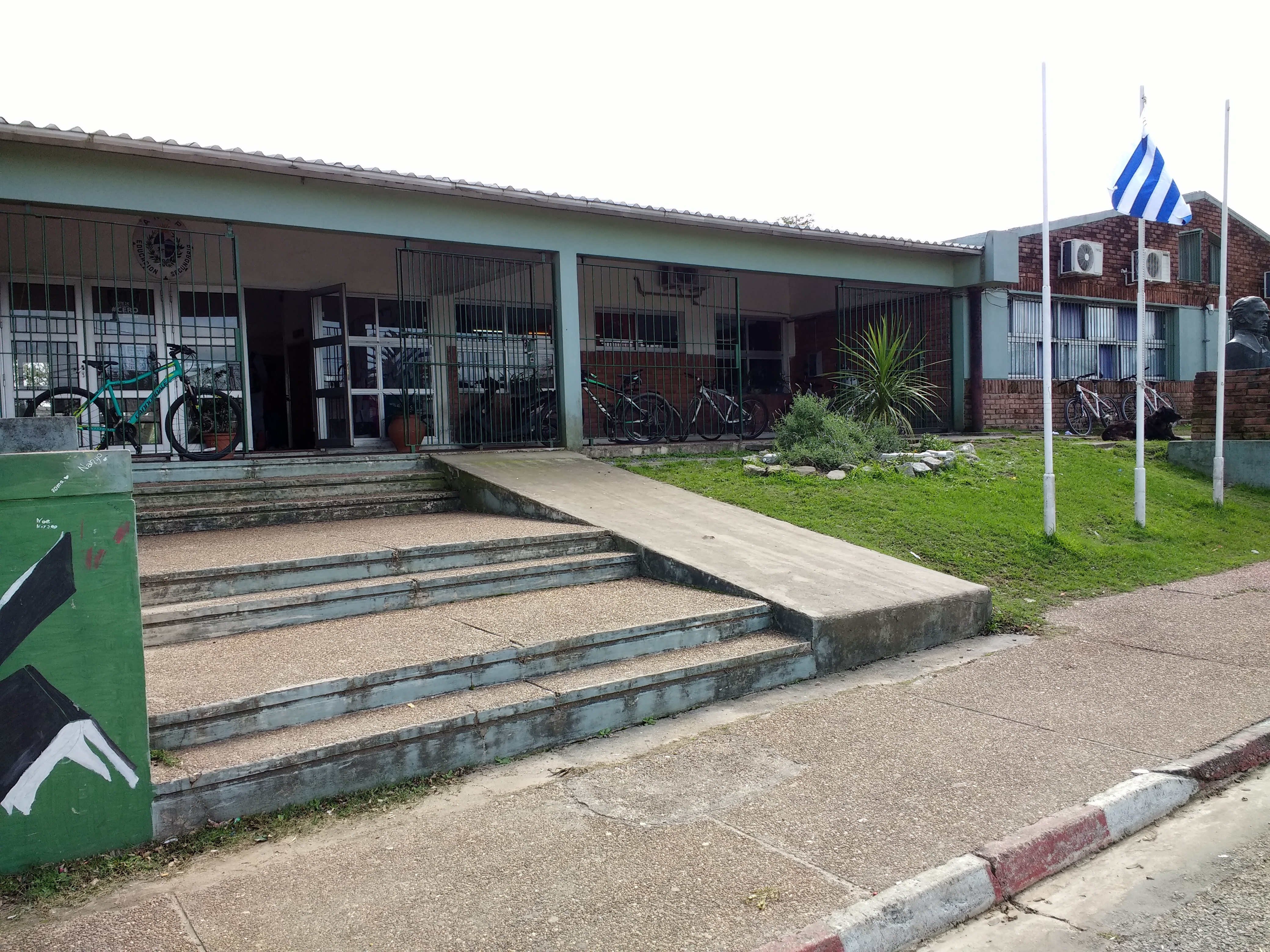
Liceo de Tarariras

## Ubicación
El pueblo de Tarariras se encuentra localizado en la zona centro-sur del departamento de Colonia, sobre la cuchilla de la Colonia, y en el cruce de la ruta 22 con la ruta 50 y con la antigua línea de ferrocarril que unía Colonia del Sacramento con Montevideo.
Dista de la capital departamental en aproximadamente 37 km.

## Toponimia
Existen dos versiones documentadas acerca del origen de la palabra Tarariras.
Una de ellas, apareció en la revista Tarariras 50 años, editada en 1969, dónde se afirma que la palabra Tarariras apareció en el siglo XVII, con el significado de «chanza, alegría con bulla», mientras que en el siglo XIX, al vocablo se le atribuye el significado de «persona bulliciosa, inquieta y alborotada, de poco asiento y formalidad». La localidad toma el nombre del arroyo Tarariras, el cual nace junto a la localidad y desemboca en el río San Juan. Las márgenes del arroyo estaban cubiertas por tupidos montes, junto a las barrancas y serranías. Allí durante la época colonial, aprovechando el refugio natural, vivían los desertores, matreros, vagabundos y contrabandistas. Por tal motivo se afirma que es probable que los españoles que estaban asentados en la barra del río San Juan, se refirieran a la zona como Tarariras, y así llamaran también al arroyo. En tal caso el término proviene de Tararases que significa «individuo que vive al margen de la ley».
La otra versión aparece en el libro Historia de Tarariras y su región de Daniel Abelenda Bonnet, donde se afirma que no existe documentación que pruebe el uso del vocablo Tararases o Tarariras para definir a personas que vivían al margen de la ley. Sin embargo de acuerdo a los archivos de la Administración de Ferrocarriles del Estado (AFE), el nombre de la estación Tarariras fue tomado del arroyo de las tarariras, el cual se refería al pez con ese nombre y su pesca.

## Historia
Su historia comenzó al ser, primero el cruce de dos importantes caminos, uno de ellos era el llamado camino de la Cuchilla, que unía Colonia del Sacramento con Manantiales y Cardona, mientras que el otro era el camino que unía la zona de Puntas de Artilleros, sobre las costas del Río de la Plata, con la barra del río San Juan, dónde los españoles se encontraban asentados, en permanente guardia durante la colonia española. Luego, con la llegada del ferrocarril pasó a ser una de las estaciones del ramal que iba a Colonia del Sacramento. Alguno de los que ya se encontraban radicados en la zona, cuando empezó la construcción de las vías y de la estación eran Ambrosio Ochoa, Eulogio Caraballo, Antonio Buschiazzo, Salustiano Lostao dueño de una pulpería, Francisco Sagasti dueño del comercio donde ahora se encuentra la comisaría, José María Viega, Damián Quesada, y Venancio Torres. Más alejado de la estación se estableció Francisco Rostagnol y en 1898 se radicó León Vergara dueño de una carnicería, quién se hizo famoso por sus caballos de carreras, y sus pencas.
En 1900 comenzó a funcionar el Juzgado de Paz local, y por decreto de gobierno se erigió la duodécima sección judicial del departamento de Colonia, siendo su primer juez Cristaldo Espinosa. La estación de ferrocarril de Tarariras fue inaugurada el 4 de febrero de 1901, habiendo comprado la compañía Extensión Oeste del Ferrocarril a Daniel Bonjour poco más de 4 hectáreas de campo para establecerse en la localidad. En 1906 la comunidad Valdense inauguró su primer templo. Cerca de la estación, donde actualmente se encuentra la sucursal del Banco República, se estableció Enrique Gironés con fonda y con la primera fábrica de refrescos y también barbería. En 1908 se inauguró la escuela N.º 38 bajo la dirección de Reneé Hernández Torres. Ese mismo año se estableció la agencia de correos, la que en 1919 fue elevada a la categoría de sucursal.
En 1915 se constituyó la Sociedad de Fomento con 18 socios fundadores. En ese mismo año se radicó el primer médico en la zona, el Dr. José Ipharraguerre y la primera farmacia del Químico Farmacéutico Carlos Ball. En 1919, Bernardo Etcheverry realizó el primer fraccionamiento planificado de sus propiedades, donde ahora está el barrio El Empuje.
Finalmente el 17 de junio de 1919, por decreto del entonces presidente Feliciano Viera, se elevó a la categoría de pueblo con el nombre de Joaquín Suárez, la agrupación de casas conocida con el nombre de Tarariras, en la duodécima sección judicial del departamento de Colonia. El pueblo volvió a tener su nombre original en 1959, cuando además, fue elevado a la categoría de villa por ley 12621 del 27 de agosto de ese año. Más tarde, el 7 de noviembre de 1969, por ley 13783 la villa recibió la categoría de ciudad.

## Gobierno municipal
El municipio de Tarariras fue creado por ley 18653 del 15 de marzo de 2010 y comprende al distrito electoral NBD del departamento de Colonia. Desde julio de 2010 a julio de 2015, la alcaldesa de Tarariras fue Diana Olivera. Desde julio de 2015 en adelante el alcalde es el Prf. Sergio Bertón.

## Población
Según el censo de 2011, la ciudad contaba con una población de 6632 habitantes.
| 2979          | 4489 | 5305 | 6174 | 6070 | 6632 |
| (Fuente: INE) |      |      |      |      |      |